# Алексеевское горнопромышленное общество

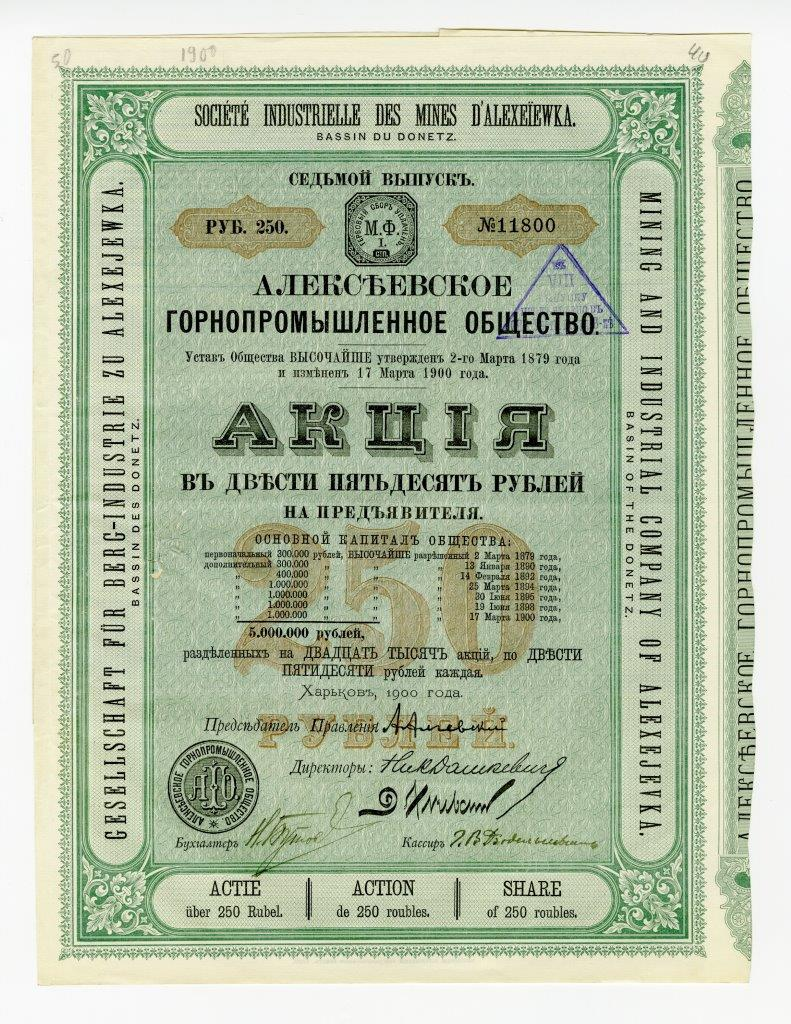
Акция в 250 руб. на предъявителя Алексеевского горнопромышленного общества с основным капиталом в 5 млн. руб. Харьков, 1900 г.

Одно из предприятий горнодобывающей промышленности  на территории Старого Донбасса, Алексеевское горнопромышленное общество вело свою историю с 1879 г. Учредители: крупный донецкий землевладелец И.Г. Иловайский и харьковский купец украинского происхождения А.К. Алчевский. (Устав Высочайше утвержден 2 марта 1879 г.).
Как явствует из  учредительного документа компании, общество создано «для разработки каменноугольных залежей и других минералов, находящихся в имениях Екатеринославской губернии Славяносербского уезда, при деревне Алексеевке (она же Исаковка) и Области Войска Донского, Миусского округа, при слободе  Алексеевке-Леоновой, принадлежащих на правах полной собственности, поименованным лицам …»
Правление Алексеевского горнопромышленного общества находилось в Харькове.
В 1901 г. правительство предоставило Алексеевскому горнопромышленному обществу ссуду в 6 млн. руб., а Госбанк заключил с кредиторами соглашение о частичной уплате и отсрочке претензий. После этого фирма перешла под контроль Госбанка и ведущих кредиторов — Волжско-Камского банка, Петербургского учетного и ссудного банка, банкирского дома «Э.М. Мейер и Ко», что позволило спасти ее от краха. Под влиянием экономического кризиса начала XX века общество продолжало нести убытки (основной капитал уменьшился с 6 млн. руб. в 1900 г. до 3 млн. в 1910 г.). К 1911 г. контрольный пакет акций перешел к франко-бельгийским предпринимателям во главе с Э. Де Сенсеем и банкирским домом «Тальман М. и Ко» в Париже, часть каменноугольных копей продана Донецко-Юрьевскому металлургическому обществу (ДЮМО) в С.-Петербурге, владевшему 450 предприятиями Российской Империи. Председателем правления избран горный инженер, известный предприниматель действительный статский советник Н.С.Авдаков. К 1914 г. основной капитал уменьшился до 1,8 млн. рублей
Алексеевское горнопромышленное общество ликвидировано на основании декрета СНК от 15 июня 1918 г. о национализации крупных предприятий промышленности